# Mariana Cabral
Mariana Seruya Cabral  (Lisboa, 22 de dezembro de 1986),  é uma  humorista, blogger e autora portuguesa conhecida como "Bumba na Fofinha", premiada nos Globos de Ouro de 2019.

## Percurso
Mariana Seruya Cabral, estudou na Escola Superior de Comunicação Social e escreveu para os jornais Mundo Universitário e Público. 
A sua carreira como youtuber, inicia-se em 2016, quando ao ficar impossibilitada de escrever por ter partido um dedo, gravou o seu primeiro vídeo. 
Tornou-se conhecida por abordar de forma satírica questões relacionadas com o quotidiano feminino e temas da actualidade, como o Artigo 13 ou a importância da saúde mental durante a pandemia de Covid 19.

## Prémios e reconhecimentos
2017 - Ganhou os prémios Melhor Blog de Entretenimento e Blog do Ano, nos prémios Blogs do Ano promovidos pela Media Capital 
2019 - Ficou em terceiro lugar no estudo Figuras Públicas e Digital Influencers realizado pela Marktest Consulting 
2019 - Venceu o Globo de Ouro na categoria Digital: Personalidade do ano 
2019 - Venceu os Prémios Influencers Feira das Viagens na categoria Youtubers 
2020 - Ganhou o prémio 5 Estrelas 